# CD7
En inmunología se denomina CD7 (del inglés cluster of differentiation) a un tipo de antígeno CD propio del sistema inmune de mamíferos. Se caracteriza por poseer un peso molecular de 40 kDa y su naturaleza bioquímica lo encuadra dentro de la familia de las inmunoglobulinas. Su función biológica en la célula es: desconocida, aunque su dominio citoplasmático une a la fosfoinositol 3 kinasa por enetrecruzamiento. Se expresa específicamente en células hematopoyéticas pluripletenciales, timocitos y células T; se emplea como marcador de la leucemia linfática aguda de células T y para las leucemias de células madre pluripotenciales.